# سید بهادر حسن خان بهادر
سید بهادر حسن خان بهادر (انگلیسی: Syed Badr-ul Hasan Khan Bahadur؛ – ۵ فوریه ۲۰۱۹) هنرپیشه فیلم و تلویزیون و رقصنده کلاسیک اهل هند بود.

## گزیده فیلمشناسی
از فیلم‌ها یا برنامه‌های تلویزیونی که وی در آن نقش داشته‌است می‌توان به شمشیر تیپو سلطان، غدار (فیلم) (۱۹۹۴)، رؤیای من و تو (فیلم ۱۹۹۶) (۱۹۹۶)، مهاراجه (فیلم ۱۹۹۸) (۱۹۹۸)، قهرمان هندوستانی(۱۹۹۸)، سوگند هندوستان (فیلم ۱۹۹۹) (۱۹۹۹)، قلب (فیلم ۱۹۹۹) (۱۹۹۹)، دل همچنان هندوستانی است (۲۰۰۰)، ابر (فیلم ۲۰۰۰) (۲۰۰۰)، دارم عاشقت میشم (فیلم) (۲۰۰۲)، مه (فیلم ۲۰۰۳) (۲۰۰۴)، آنچه دل بخواهد (۲۰۰۴)، جودها اکبر (۲۰۰۸) اشاره کرد.